# (20461) Dioretsa
(20461) Dioretsa ist ein etwa 14 km großer Asteroid aus der Gruppe der Zentauren sowie der Damocloiden. Er wurde im Jahr 1999 entdeckt. Seine Umlaufbahn hat eine hohe Exzentrizität von 0,8995 und hat mit einer Bahnneigung von 160,428° eine retrograde Umlaufbahn.
Der Name entspricht dem Wort „Asteroid“ rückwärts buchstabiert, was die Tatsache verdeutlichen soll, dass er der erste bekannte Asteroid mit retrograder Umlaufbahn ist.
Die Umlaufbahn von (20461) Dioretsa ist auch ähnlich der Bahn eines Kometen, sie erreicht bei Sonnennähe 2,4 AE und bei Sonnenferne 45,2 AE. Dies führt zu der Annahme, dass der Asteroid ursprünglich aus der Oortschen Wolke stammt.